# Phytocoris strigosus
Phytocoris strigosus är en insektsart som beskrevs av Knight 1925. Phytocoris strigosus ingår i släktet Phytocoris och familjen ängsskinnbaggar. Inga underarter finns listade i Catalogue of Life.